# Şah Sultan (figlia di Selim I)
Şah Sultan (turco ottomano: شاه سلطان, lett. "sovrana"; Trebisonda, 1500 – Costantinopoli, 1572), nota anche come Şahihuban (lett. "buona sovrana" o "sovrana del bene"), Şahı o Devlet Şah Sultan (lett. "sovrana del regno"), è stata una principessa ottomana, figlia del sultano Selim I e sorellastra di Solimano il Magnifico.

## Origini
Şah Sultan nacque a Manisa, intorno al 1507, dall'allora Şehzade Selim, governatore della regione. Sebbene sua madre sia a volte indicata come Ayşe Hatun, concubina secondaria di Selim, in realtà sua madre, dai registri dell'harem, risulta essere una concubina di nome sconosciuto morta intorno al 1556. Nel 1512, suo padre Selim divenne sultano e Şah lo seguì a Costantinopoli.

## Matrimonio
Nel 1523 Şah sposò Çelebi Lütfi Pascià, eminente statista e uomo politico. La coppia si spostò numerose volte, a causa dei vari uffizi del marito. Nel 1539, suo marito venne nominato Gran Visir dal sultano Solimano e Şah poté tornare a Costantinopoli con i figli. Tuttavia, nel 1541, Lütfi si rese colpevole della mutilazione genitale di una donna accusata di prostituzione. La punizione, non riconosciuta dalla legge islamica, provocò lo sdegno di Şah, che affrontò il marito che, in uno scatto d'ira, la picchiò. Il fatto era gravissimo: in quanto principessa imperiale, nessuno, neppure il marito, poteva permettersi una cosa simile. Şah chiamò in aiuto i servi, i quali picchiarono a loro volta Lütfi. La principessa accuso poi il marito davanti al fratellastro, il sultano Solimano, il quale le accordò il divorzio, spogliò Lufti delle sue ricchezze e lo inviò in esilio permanente.
Di nuovo nubile, la principessa si ritirò nel Palazzo Vecchio. 
A questo punto le fonti divergono: secondo alcune Şah non si sarebbe più risposata, altre citano un breve matrimonio di un anno con Merkez Efendi, celebrato nel 1551 e terminato con la morte di lui.

## Morte
Şah morì nel 1572 e venne sepolta nel suo mausoleo, costruito all'interno della moschea di suo padre, la Moschea di Yavuz Selim. 

## Discendenza
Dal suo matrimonio con Lütfi, Şah ebbe una figlia e tre figli:
- Esmehan Hanimsultan (c.1524 - 1556). Sposata con Hüseyn Pasha, ebbe due figlie, Neslihan Hanim (nata nel 1546, si sposò, con discendenza) e Vasfihan Hanim (1549 - 1570, sposò Küçük Ömer Ağa ed ebbe un figlio, Ahmed Bey).
- Sultanzade Ahmed Bey.
- Sultanzade Abdi Bey.
- Sultanzade Mahmud Bey.

## Cultura di massa
Nella serie tv storica Il secolo magnifico è interpretata dall'attrice turca Deniz Çakır. In questo adattamento, viene presentata come figlia di Hasfa Sultan e sorella piena di Solimano, piuttosto che come la sua sorellastra. 